# روام
روام: إحدى مراكز محافظة رجال ألمع. تقع في شمال غرب المحافظة على مسافة 40 كيلاً، ويقطنها 3845 نسمة.